# Stade Francisco-Morazán
Pour les articles homonymes, voir Morazán.
Le stade Francisco-Morazán est un stade construit à San Pedro Sula, au Honduras. Ouvert en 1970, il peut accueillir 18 000 spectateurs. C'est le stade résident des clubs Club Deportivo Marathón et Real España. Il était le stade préféré de l'équipe nationale du Honduras avant la construction du stade olympique Metropolitano pour les Jeux sportifs centraméricains de 1997.

## Concerts
Parmi les nombreux concerts organisé dans ce stade, on trouve ceux des artistes suivants :
- Alejandro Fernández
- Sean Paul
- Vicente Fernández
- Daddy Yankee
- Marco Antonio Solís
- Vilma Palma e Vampiros
- Paulina Rubio
- Los Tigres del Norte
- Wisin y Yandel
- Aventura
- Hector "El Father".